# Конференція зі скорочення та обмеження озброєнь 1932—1934
Конференція зі скорочення та обмеження озброєнь 1932—1934 (англ. Conference for the Reduction and Limitation of Armaments), також Женевська конфереція (англ. Geneva Conference) — міжнародна конференція, що проходила в 1932—1934 роках швейцарському місті Женева і була провальною спробою членів Ліги Націй актуалізувати ідеологію роззброєння.

## Історія

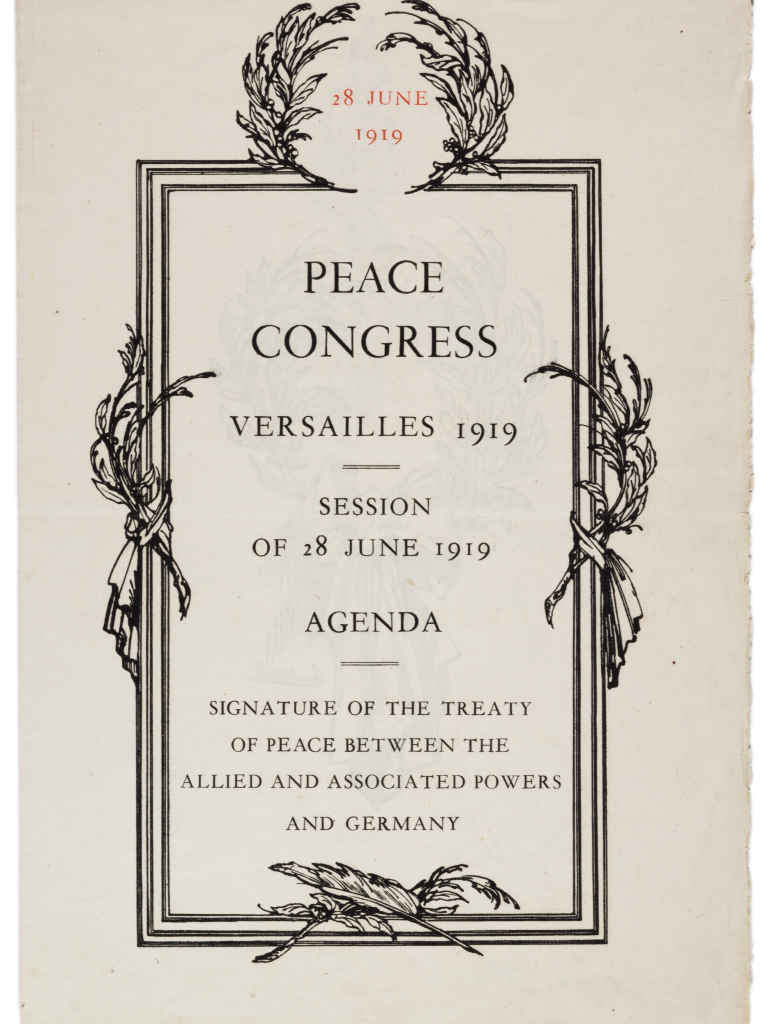
Версальський мирний договір 1919 року.

Перші спроби досягти на міжнародному рівні домовленостей про обмеження озброєнь були здійснені на Гаазьких конференціях 1899 та 1907. Країни Антанти, окрім США, взяли на себе зобов'язання розпочати процес роззброєння за Версальським мирним договором 1919. 1925 Ліга Націй створила підготовчу комісію з роззброєння (1926–32), завданням якої стало визначення переліку озброєнь, що підлягатимуть обмеженням, та розроблення заходів з роззброєння. До 1931 ця комісія розробила проект для дискусії, який став основою роботи конференції. Перше її спільне засідання відбулося 2–24 лютого 1932 в Женеві (Швейцарія) і проходило за участю представників держав-членів Ліги Націй, а також Королівство Афганістану, Бразилії, Єгипту, Еквадору, Коста-Рики, Мексики, СРСР, США та Туреччини.
Франція висунула пропозицію про інтернаціоналізацію деяких видів озброєнь (зокрема, бомбардувальної авіації, лінкорів тоннажем понад 10 тис. т, далекобійної артилерії тощо) та створення міжнародних військових сил під егідою Ліги Націй. Водночас вона виступила проти обговорення загального скорочення сухопутних та повітряних озброєнь і наполягала на збереженні диференційованого підходу до різних держав залежно від їхньої ролі в європейській безпеці.
Велика Британія і Японія виступили проти включення питання про скорочення морських озброєнь в обговорення в принципі. СРСР запропонував два плани — негайного повного роззброєння і пропорційно-послідовного скорочення всіх озброєнь. Німеччина пропонувала взяти за основу підходу щодо визначення параметрів скорочення озброєнь та ЗС кількісні обмеження, подібні до тих, що були накладені на неї Версальським мирним договором 1919; у разі незгоди з такою пропозицією Берлін залишав за собою право збільшити кількісні параметри власних ЗС для досягнення паритету з ін. великими д-вами.
Принцип «рівності в озброєннях» разом з Німеччиною підтримала також Італія. 22 червня 1932 американська делегація висунула проект паритетного скорочення озброєнь на 1/3 всіма державами світу (план Г.-К.Гувера). Однак жоден із планів не дістав значної підтримки учасників конференції. Більшість делегацій наполягала на необхідності в першу чергу провести скорочення тих озброєнь, які могли використовуватися для наступальних дій і становили безпосередню загрозу міжнар. миру. У зв'язку з цим основне обговорення зосередилося навколо визначення понять «агресивна» та «неагресивна» зброя. Після того, як учасникам не вдалося дійти згоди і в цьому питанні, 23 лип.
1932 в роботі була оголошена перерва. Заг. сесії не проводилися, а обговорення проблем роззброєння відбувалося в комісіях та групах експертів. Відновлення роботи конференції блокувалося Німеччиною, яка наполягала на якомога швидшому вирішенні питання про рівні з ін. д-вами права щодо озброєнь. 14 вересня 1932 Німеччина офіційно припинила участь у конференції і повернулася до неї лише після підписання 11 груд. 1932 п'ятьма д-вами (Великою Британією, Італією, Німеччиною, США та Францією) протоколу про надання Німеччині рівних з ін. великими д-вами прав у рамках майбутньої єдиної системи безпеки. Одночасно Велика Британія, Італія, Німеччина та Франція підписали декларацію про відмову від застосування сили для вирішення міждерж. спорів.
Після відновлення обговорення проектів роззброєння ключовим планом став т. зв. план Е.Eppio-Ж.Поль-Бонкура, що передбачав організацію системи взаємних гарантій безпеки, заборону далекобійної артилерії та важких танків, встановлення єдиного 3-місячного терміну військової служби. У плані повторювалися французькі пропозиції про створення міжнародних військових формувань під проводом Ліги Націй, встановлення міжнародного контролю над європейськими повітряними шляхами та цивільною авіацією, а також пропонувалося скоротити морські озброєння.
Оскільки план надавав однобічні переваги Франції, проти нього виступили представники Великої Британії, Італії та Німеччини, і в лютому 1933 сесія генеральної комісії конференції відхилила план Е.Eppio-Ж.Поль-Бонкура, формально вмотивувавши це невідповідністю плану до формату конференції, оскільки він передбачав заходи, спрямовані лише на скорочення, і жодних заходів щодо обмеження озброєнь.
У березні 1933 британська делегація запропонувала план Дж. Макдональда, що передбачав встановлення граничних рівнів сухопутних озброєнь для д-в континентальної Європи, однакових рівнів повітряних озброєнь для всіх великих д-в, встановлення короткострокового (8–12 місяців) військ. обов'язку та створення постійної міжнар. комісії з роззброєння, яка мала перебрати на себе вирішення питань, що залишалися б нерозв'язаними після закриття конференції. 8 квіт. 1933 ген. комісія прийняла план Дж. Макдональда за основу майбутньої конвенції з роззброєння, але 14 жовт. 1933 Німеччина, яка взяла курс на ремілітаризацію, відкликала своїх представників із Женеви та офіційно припинила участь у конференції. Остання сесія ген. комісії конференції відбулася 29 трав. — 11 черв. 1934 і завершилася фактично без результату.